# Linnenzworch
Linnenzworch war eine deutsche Folkband, die von 1976 bis 1983 bestand. Die Gruppe kam aus Winterbach bei Stuttgart. Ein Teil des Repertoires wurde mit schwäbischen Texten dargeboten.
Die Bandmitglieder waren:
- Angelika Maier (Flöten, Waldzither, Tenorkrummhorn, Hackbrett)
- Roswitha Maier (Oboe, Flöte, Hackbrett, Basskrummhorn, Gesang)
- Michael Kannicht (Gitarre, Dulcimer, Trommeln, Gesang)
- Reinhard Fischer (Gitarre, Bouzouki, Trommeln, Gesang)
- Hans Braun (Tontechnik)

Die Gruppe kombinierte in ihren Stücken oftmals verschiedene folkloristische Motive, häufig wurden Texte und Melodien verschiedener Volkslieder kombiniert. Dargeboten wurden u. a. Wechselhupftänze, Zwiefacher sowie weitere Volkstänze und Lieder aus Pommern, Siebenbürgen, Hessen, Bayern usw. Neben ihren drei, in Deutschland vom Hamburger Label Eulenspiegel Records, in der Schweiz vom Zürcher Label be-bop-records vertriebenen  Alben hat die Gruppe auch vier Liedhefte mit folkloristischen Inhalten herausgegeben. Außerdem engagierte sich die Gruppe mit der Herausgabe von entsprechendem weiteren Schrifttum auch in der Friedensbewegung. Nach Auflösung der Band wirkten die Gründungsmitglieder Angelika Maier und Reinhard Fischer ab etwa 1990 bei der Gruppe Saiten Fell & Firlefanz mit.

## Liederhefte
- Mit dem Einhorn (1976/77)
- Mit dem Drachen (1977)
- Mit den Geschwistern Vogel Greif (1978)
- Mit dem Henker und dem Narr (1980)

## Alben
Die Gruppe brachte mehrere Alben heraus, darunter:
- Vom Kriega ond Bettla (1978)
- Linnenzworch – Lieder &  Tänze (1980)
- Ghopft wie gschpronga (live, 1980)
- Wer noch einmal eine Waffe anrührt, dem soll die Hand abfallen (1981)
- Immer wieder (1993)